# ホアキン・プラダ
ホアキン・プラダ（Joaquín Prada、1991年7月15日 - ）は、ウルグアイのラグビーユニオン選手。

## プロフィール
- ウルグアイ出身[1]。
- ポジションはセンター(CTB)。
- 身長 181cm、体重 95kg
- ウルグアイ代表キャップは46（2025年4月現在）でラグビーワールドカップ2015のウルグアイ代表に選ばれた[2]。

## 略歴
2013年、ロス・カーボスに加入。